# Демократичний центр (Хорватія)
Демократичний центр, ДЦ (хорв. Demokratski centar або DC) — хорватська правоцентристська політична партія. 
Партію було утворено в 2000 році хорватськими політиками Мате Граничем та Весною Шкаре-Ожболт після їхнього виходу з правоцентристської Хорватської демократичної співдружності (ХДС) услід за дошкульною поразкою партії на загальних виборах у 2000 р. та поразкою Мате Гранича на президентських виборах 2000 року. Після свого заснування ДЦ позиціонує себе як поміркованіший варіант ХДС.
Після повернення ХДС до влади на загальних виборах у 2003 р. ДЦ (який був неофіційно в союзі з ХДС під час виборів) отримав єдине місце в хорватському парламенті та одну посаду міністра в хорватському уряді. Лідерку партії та її єдину обрану до парламенту представницю Весну Шкаре-Ожболт було призначено міністром юстиції в уряді Іво Санадера за його першого строку повноважень. Вона займала посаду з грудня 2003 по лютий 2006 року,  коли її змусив піти з поста прем'єр-міністр Іво Санадер у зв'язку зі звинуваченнями в просочуванні інформації в пресу та в протидії певним заходам державної політики, хоча в деяких засобах масової інформації експерти відносили її відставку на рахунок її визначних успіхів у громадській діяльності та результатів роботи на посту міністра, які затьмарили міністрів від ХДС. Відтоді ДЦ є опозиційною партією.
З 15 жовтня 2002 року Демократичний центр має статус члена-спостерігача Європейської народної партії.
На  загальних виборах у Хорватії 2007 р. ДЦ ішов у коаліції з Партією зелених, але не зміг здобути жодного місця в 153-місному парламенті. Весна Шкаре-Ожболт також балотувалась на пост президента на виборах 2009-10 рр. як формально незалежний кандидат, але вона спромоглася здобути тільки 37 373 або 1,89% голосів у першому турі, тим самим зайнявши лише 11-те місце за наявності всього 12 кандидатів .